# جوزيه إي. مارتينيز
جوزيه إي. مارتينيز (بالإنجليزية: Jose E. Martinez)‏ هو ضابط وقاضي ومحامي أمريكي، ولد في 28 أغسطس 1941 في سانتو دومينغو في جمهورية الدومينيكان.